# Larry Gonick
Larry Gonick (né en 1946) est un dessinateur de BD, professeur et mathématicien américain qui a publié plusieurs bandes dessinées de vulgarisation scientifique.
Il est notamment l'auteur de l'ouvrage The Cartoon History of the Universe (The Cartoon History of the Universe) qu'il publie en épisodes (strips) depuis 1977 et de Les statistiques en BD.
Selon le magazine Drug Discovery Today, il est « le plus connu et le plus respecté des dessinateurs qui ont utilisé leur art pour élucider les mystères de la science, ».

## Biographie
Larry Gonick naît en 1946. Il obtient en 1967 un BA en mathématiques du Harvard College. Il complète sa maîtrise en mathématiques en 1969 à l'université Harvard. En 1969 et 1970, il continue sa formation académique au Tata Institute of Fundamental Research à Bombay en Inde.
En 1972, il publie une première bande dessinée sur l'impôt en collaboration avec Steve Atlas.
En 1977, Larry Gonick entame une longue série d'épisodes (strips) sur l'histoire de l'Univers : The Cartoon History of the Universe, qui comprend 19 comic book américains en 2012. Les volumes 1 à 7 vont du Big Bang à la période d'Alexandre le Grand. Les volumes 8 à 13 vont du « printemps chinois » au déclin de l'Empire romain d'Occident. Les volumes 14 à 19 vont de la montée de l'Arabie à la Renaissance.
En 1983, Larry Gonick et Mark Wheelis publient The Cartoon Guide to Genetics, un comic book de vulgarisation sur la génétique. Gonick et d'autres scientifiques ont par la suite publié sur d'autres sujets. En 1987, il publie The Cartoon History of the United States, un ouvrage sur l'histoire des États-Unis.
De 1990 à 1997, Larry Gonick dessine une série bimensuelle de cartoons, intitulée Science Classics, pour le magazine scientifique Discover. Chaque épisode présente les résultats de recherches scientifiques récentes. Pendant l'année universitaire 1994-95, Gonick est un Knight Science Journalism Fellow au MIT.
En 1997, sa série en 14 parties publiée dans le web, Candide in China, présente des inventions chinoises. Il est aussi l'auteur des épisodes de Kokopelli & Company publié par le magazine Muse.
Il dessine la série d'épisodes satiriques et anti-corporatifs Commoners pour le magazine Common Ground. « À force d'être tour à tour triste ou en colère à propos de l'expropriation éhontée de l'espace public, de l'entreprise publique, des biens publics comme l'atmosphère, les océans et les cours d'eau, sans compter les routes, les parcs, les trottoirs, le génome, et le plus grand tout — plus généralement la notion de bien commun — j'ai décidé de faire quelque chose à ce sujet ! En fait, dire quelque chose, en tout cas,. »
De 2009 à 2011, Gonick dessine un webcomic humoristique intitulé Raw Materials qui se penche sur la technologie et les affaires, avec une préférence pour l'administration des bases de données.

## Publications
- Avec Steve Atlas, Blood from a Stone: A Cartoon Guide to Tax Reform, 1972, New York Public Interest Research Group
- Le guide illustré de l'informatique, Belin, 1986.  (ISBN 2-7011-0614-1) / Traduction de The Cartoon Guide to Computer Science, Barnes & Noble, 1983.
- Avec Mark Wheelis, The Cartoon Guide to Genetics, 1983, Barnes & Noble ; édition révisée en 1991, Collins,  (ISBN 0-06-273099-1)
- The Cartoon Guide to U.S. History: 1865-Now, 1987, Barnes & Noble ; édition révisée en 1991 et réimprimée sous le titre The Cartoon History of the United States, Collins,  (ISBN 0-06-273098-3)
- Neo-Babelonia: A serious study in contemporary confusion, 1989, Veen/BSO.  (ISBN 978-90-204-1929-0)
- The Cartoon History of the Universe - From the Big Bang to Alexander the Great, vol. 1-7, 1990, Doubleday.  (ISBN 0-385-26520-4)
- Avec Art Huffman, The Cartoon Guide to Physics, 1991, Harper Perennial ; réédition en 1992, Collins,  (ISBN 0-06-273100-9)
- The Cartoon Guide to (non)Communication, 1993 (réimpression), Collins.  (ISBN 0-06-273217-X)
- The Cartoon History of the Universe II - From the Springtime of China to the Fall of Rome, vol. 8-13, 1994, Doubleday.  (ISBN 0-385-42093-5)
- Avec Alice Outwater, The Cartoon Guide to the Environment, 1996, Collins.  (ISBN 0-06-273274-9)
- Avec Christine Devault, The Cartoon Guide to Sex, 1999, Collins.  (ISBN 0-06-273431-8)
- The Cartoon History of the Universe III - From the Rise of Arabia to the Renaissance, vol. 14-19, 2002, Doubleday.  (ISBN 0-393-05184-6)
- Kokopelli and Company in Attack of the Smart Pies, 2005, Cricket Books.  (ISBN 0-8126-2740-7) (fiction)
- The Cartoon Guide to Calculus, 2011, William Morrow Paperbacks.  (ISBN 978-0-06-168909-3)
- Petite histoire du monde moderne, Vol.1 : De Christophe Colomb à la constitution américaine, Vertige Graphic, 2011.  (ISBN 978-2-84999-093-3) / Traduction de The Cartoon History of the Modern World, Vol. 1 : From Columbus to the U.S. Constitution, 2007, Collins.  (ISBN 0-06-076004-4)
- Petite histoire du monde moderne, Vol.2 : De la Bastille à Bagdad, Vertige Graphic, 2011.  (ISBN 978-2-84999-099-5) / Traduction de The Cartoon History of the Modern World, vol. 2 : From the Bastille to Baghdad, 2009, Collins.  (ISBN 0-06-076008-7)
- Les maths en BD, Larousse, 2015  (ISBN 978-2-03-591745-4) / Traduction de The Cartoon Guide to Algebra, William Morrow Paperbacks, 2015.  (ISBN 0-06-220269-3)
- Avec Craig Criddle, La chimie en BD, Larousse 2015  (ISBN 978-2-03-591746-1) / Traduction de The Cartoon Guide to Chemistry, 2005, Collins.  (ISBN 0-06-093677-0)
- Avec Woollcott Smith, Les statistiques en BD, Larousse, 2016  (ISBN 978-2-03-593291-4) / Traduction de The Cartoon Guide to Statistics, 1994, Collins.  (ISBN 0-06-273102-5)

Quelques ouvrages ont été traduits en d'autres langues.

## Prix
- 2003 : Prix Harvey du meilleur album original pour Petite histoire du monde moderne

### Citations originales
1. ↑  (en) « the most well-known and respected of cartoonists who have applied their craft to unravelling the mysteries of science »
2. ↑  (en) « Feeling alternately mournful and enraged about the shameless expropriation of public space, public enterprise, publicly held goods like the atmosphere, oceans, and rivers, not to mention roads, parks, sidewalks, genomes, and the broadcast spectrum—indeed the very idea of the common good—I decided to do something about it! Well, say something, anyway »